# Ted Harris
Edward Alexander "Ted" Harris (Manitoba, Winnipeg, 1936. július 18. –) profi jégkorongozó.

## Karrierje
A National Hockey League-ben 1963 és 1975 között játszott. A Montréal Canadiens, a Minnesota North Stars, a Detroit Red Wings, a St. Louis Blues, és a Philadelphia Flyers játékosa volt, ez idő alatt öt Stanley-kupát nyert. 1970 és 1974 között a Minnesota csapatkapitánya, 1974-ben a Detroit csapatkapitánya volt. 1975 és 1977 között a Minnesota vezetőedzője volt.

## Karrier statisztika
| 1953–1954       | Winnipeg Monarchs     | MJHL            | 36  | 4  | 5   | 9   | 94   | 5   | 1 | 1  | 2  | 10  |
| 1954–1955       | Winnipeg Monarchs     | MJHL            | 32  | 2  | 15  | 17  | 137  | 17  | 1 | 3  | 4  | 57  |
| 1955–1956       | Winnipeg Monarchs     | MJHL            | 20  | 6  | 23  | 29  | 78   | 4   | 0 | 0  | 0  | 21  |
| 1956–1957       | Springfield Indians   | AHL             | 2   | 0  | 0   | 0   | 4    | —   | — | —  | —  | —   |
| 1956–1957       | Philadelphia Ramblers | EHL             | 61  | 11 | 33  | 44  | 103  | 13  | 2 | 2  | 4  | 31  |
| 1957–1958       | Philadelphia Ramblers | EHL             | 62  | 10 | 19  | 29  | 82   | —   | — | —  | —  | —   |
| 1958–1959       | Springfield Indians   | AHL             | 9   | 0  | 2   | 2   | 11   | —   | — | —  | —  | —   |
| 1958–1959       | Victoria Cougars      | WHL             | 58  | 4  | 12  | 16  | 82   | 3   | 0 | 0  | 0  | 4   |
| 1959–1960       | Springfield Indians   | AHL             | 63  | 4  | 13  | 17  | 100  | 10  | 0 | 2  | 2  | 16  |
| 1960–1961       | Springfield Indians   | AHL             | 69  | 4  | 22  | 26  | 76   | 8   | 0 | 1  | 1  | 18  |
| 1961–1962       | Springfield Indians   | AHL             | 70  | 2  | 29  | 31  | 142  | 11  | 3 | 3  | 6  | 14  |
| 1962–1963       | Springfield Indians   | AHL             | 72  | 8  | 30  | 38  | 172  | —   | — | —  | —  | —   |
| 1963–1964       | Montréal Canadiens    | NHL             | 4   | 0  | 1   | 1   | 0    | —   | — | —  | —  | —   |
| 1963–1964       | Cleveland Barons      | AHL             | 67  | 6  | 23  | 29  | 109  | 9   | 0 | 5  | 5  | 20  |
| 1964–1965       | Montréal Canadiens    | NHL             | 68  | 1  | 14  | 15  | 107  | 13  | 0 | 5  | 5  | 45  |
| 1965–1966       | Montréal Canadiens    | NHL             | 53  | 0  | 13  | 13  | 87   | 10  | 0 | 0  | 0  | 38  |
| 1966–1967       | Montréal Canadiens    | NHL             | 65  | 2  | 16  | 18  | 86   | 10  | 0 | 1  | 1  | 19  |
| 1967–1968       | Montréal Canadiens    | NHL             | 67  | 5  | 16  | 21  | 78   | 13  | 0 | 4  | 4  | 22  |
| 1968–1969       | Montréal Canadiens    | NHL             | 76  | 7  | 18  | 25  | 102  | 14  | 1 | 2  | 3  | 34  |
| 1969–1970       | Montréal Canadiens    | NHL             | 74  | 3  | 17  | 20  | 116  | —   | — | —  | —  | —   |
| 1970–1971       | Minnesota North Stars | NHL             | 78  | 2  | 13  | 15  | 130  | 12  | 0 | 4  | 4  | 36  |
| 1971–1972       | Minnesota North Stars | NHL             | 78  | 2  | 15  | 17  | 77   | 7   | 0 | 1  | 1  | 17  |
| 1972–1973       | Minnesota North Stars | NHL             | 78  | 7  | 23  | 30  | 83   | 5   | 0 | 1  | 1  | 15  |
| 1973–1974       | Minnesota North Stars | NHL             | 12  | 0  | 1   | 1   | 4    | —   | — | —  | —  | —   |
| 1973–1974       | Detroit Red Wings     | NHL             | 41  | 0  | 11  | 11  | 66   | —   | — | —  | —  | —   |
| 1973–1974       | St. Louis Blues       | NHL             | 24  | 0  | 4   | 4   | 16   | —   | — | —  | —  | —   |
| 1974–1975       | Philadelphia Flyers   | NHL             | 70  | 1  | 6   | 7   | 48   | 16  | 0 | 4  | 4  | 4   |
| NHL ÖSszesített | NHL ÖSszesített       | NHL ÖSszesített | 788 | 30 | 168 | 198 | 1000 | 100 | 1 | 22 | 23 | 230 |

## Eredményei
- Turnbull-kupa (MJHL-bajnok): 1955
- Calder-kupa (AHL-bajnok): 1961, 1962, (a Springfrield Indiansszal), 1964 (a Cleveland Baronsszal)
- Négy Stanley-kupa a Montréal Canadiensszel: 1965, 1966, 1968, 1969 (Edward Harris néven)
- Egy Stanley-kupa a Philadelphia Flyersszel: 1975 (Ted Harris néven)
- AHL Első All-Star Csapat: 1964
- Eddie Shore-díj: 1964
- NHL Második All-Star Csapat: 1969
- NHL All-Star Gála: 1965, 1967, 1969, 1971, 1972
- A Manitobai Jégkorong Hírességek Csarnokának a tiszteletbeli tagja.